# Onthophagus accedens
Onthophagus accedens är en skalbaggsart som beskrevs av Lansberge 1883. Onthophagus accedens ingår i släktet Onthophagus och familjen bladhorningar. Utöver nominatformen finns också underarten O. a. nusatenggaricus.